# El Molcajete
El Molcajete är en ort i Mexiko.   Den ligger i kommunen Hidalgo och delstaten Michoacán de Ocampo, i den södra delen av landet, 170 km väster om huvudstaden Mexico City. El Molcajete ligger 2 628 meter över havet och antalet invånare är 146.
Terrängen runt El Molcajete är kuperad åt nordost, men åt sydväst är den bergig. Runt El Molcajete är det ganska tätbefolkat, med 90 invånare per kvadratkilometer. Närmaste större samhälle är Ciudad Hidalgo, 19,2 km öster om El Molcajete. I omgivningarna runt El Molcajete växer huvudsakligen savannskog.